# Colossendeis gardineri
Colossendeis gardineri är en havsspindelart som beskrevs av Carpenter, G.H. 1907. Colossendeis gardineri ingår i släktet Colossendeis och familjen Colossendeidae. Inga underarter finns listade i Catalogue of Life.